# Wspakultura
Wspakultura – pojęcie występujące w filozofii kulturalizmu Jana Stachniuka, oznaczające przeciwieństwo kultury ujętej jako kolejna po ładzie naturalnym płaszczyzna rozwoju Wszechświata. Wspakultura jest równoznaczna z ustaniem bądź cofnięciem się w rozwoju procesu kulturowego.
Wspakultura posiada sześć cech. Wyrastają one z tzw. kikutów, czyli izolowanych członów, składających się w całości na człowieka. Są to: 
z kikuta biologii ludzkiej:
- Personalizm (osobniactwo) – stawianie interesów jednostki ponad wspólnotę, do której należy;
- Wszechmiłość – solidarność ze wszystkim, co żyje, kochanie wszystkich oznaczające wszak nieważność czegokolwiek;

z kikuta woli tworzycielskiej:
- Moralizm – jałowe doskonalenie się wewnętrzne, skutkujące obojętnością na świat zewnętrzny;
- Spirytualizm – umieszczenie celu człowieka w zaświatach;

z kikuta woli instrumentalnej:
- Nihilizm – negacja świata kultury;
- Hedonizm – dążenie wyłącznie do szczęścia osobistego.

Można więc odczytać dzieje różnych cywilizacji ludzkich jako zmagania się kultury z wspakulturą.
Wszystkie sześć cech składa się na wspakulturę totalną. Wspakultura pozbawiona spirytualizmu oraz nihilizmu jest określana jako wspakultura kadłubowa lub laicka i zalicza się do niej m.in. ateizm czy wolnomyślicielstwo.